# Георгиу, Анджела
А́нджела Гео́ргиу (рум. Angela Gheorghiu), урождённая Бурлаку (род. 7 сентября 1965 года, Аджуд, Вранча, Румыния) — румынская оперная певица (лирическое сопрано), которая выступала на всех основных оперных сценах мира (Метрополитен Опера, Ковент-Гарден, Ла Скала, Венская опера и т.д.). Одна из самых востребованных сопрано своего поколения.

## Биография
На оперной сцене дебютировала в Бухаресте в 1988 году. На международном конкурсе вокалистов «Бельведер» (Вена, 1990) удостоена третьей премии. На международной оперной сцене дебютировала в 1992 году (Ковент-Гарден, Лондон).  
Всемирной славы достигла в конце 1994 года благодаря образцовому исполнению в том же театре роли Виолетты («Травиата») у Георга Шолти; телеканал «Би-би-си» тогда даже изменил расписание своих программ, чтобы транслировать одно из представлений в прямом эфире. 
В России гастролировала в 1988, 1998 и 2009 годах; пела на открытии Большого театра после реконструкции в 2011 году. На открытии Амфитеатра в Дохе исполнила написанное по этому случаю произведение Вангелиса. В 2012 году пела в Ковент-Гардене по случаю бриллиантового юбилея Елизаветы II.

### Личная жизнь и конфликтные ситуации
С 1996 по 2009 годы состояла в браке (для неё он был вторым) с тенором Роберто Аланьей. С 2011 по 2013 годы Георгиу и Аланья вновь часто появлялись и выступали вместе, пока Георгиу не обвинила его в домашнем насилии. Сага «оперных Бонни и Клайда» (как их прозвали газетчики) сопровождалась скандалами. Так, в 2000 году «Ла Скала» уволил обоих из постановки «Травиаты» после конфликта с легендарным режиссером Дзеффирелли из-за сценографии (по слухам, они разгромили декорации в знак протеста). В 2006 году из-за неодобрительных возгласов в зале Аланья покинул сцену того же театра во время исполнения «Аиды», оставив Георгиу разбираться с последствиями, а в 1998 году супруги отказались исполнять «Кармен» в Метрополитен-опере по причине нежелания Анджелы носить на сцене светлый парик. 
Репутацию непредсказуемой дивы усилили неожиданные отказы Георгиу от постановок «Метрополитен-оперы» («Кармен» в 2009, «Фауст» в 2011) незадолго до премьеры, когда театру было трудно подобрать ей замену. В 2016 году в Вене она покинула представление «Тоски» после того, как Йонас Кауфман исполнил бис, вынудив его извиняться перед публикой. В сентябре 2024 года во время исполнения той же оперы в Центре исполнительских искусств Седжон, когда тенор Альфред Ким из-за бурных аплодисментов начал в третьем акте исполнять свою арию на бис, Георгиу ворвалась на сцену, жестом остановила играющий оркестр и заявила: «Извините, это не сольный концерт. Уважайте меня».

## Голос и репертуар
Голос Георгиу обладает тёплым, «плюшевым» тембром. Её вокал описывают как насыщенный и бархатистый, с характерной глубиной, которая приковывает внимание с первых нот. Критики и поклонники ценят сочетание кремовой мягкости и стального стержня в её тембре, что придаёт звучанию одновременно уязвимость и мощь. Эта контрастность позволяет ей передавать как хрупкие эмоциональные нюансы, так и драматическую интенсивность.
Наиболее заметные роли, которые Георгиу исполняет на протяжении своей карьеры, включают, но не ограничиваются следующими: 
| Роль        | Название оперы    | Композитор       |
| ----------- | ----------------- | ---------------- |
| Кармен      | Кармен            | Бизе             |
| Адриана     | Адриана Лекуврёр  | Франческо Чилеа  |
| Фанни       | Мариус и Фанни    | Владимир Косма   |
| Адина       | Любовный напиток  | Доницетти        |
| Федора      | Федора            | Умберто Джордано |
| Джульетта   | Ромео и Джульетта | Гуно             |
| Маргарита   | Фауст             | Гуно             |
| Сюзель      | Друг Фриц         | Масканьи, Пьетро |
| Манон       | Манон             | Массне           |
| Шарлотта    | Вертер            | Массне           |
| Недда       | Паяцы             | Леонкавалло      |
| Мими        | Богема            | Пуччини          |
| Чио-Чио Сан | Мадам Баттерфляй  | Пуччини          |
| Джорджетта  | Плащ              | Пуччини          |
| Анжелика    | Сестра Анджелика  | Пуччини          |
| Лауретта    | Джанни Скикки     | Пуччини          |
| Магда       | Ласточка          | Пуччини          |
| Тоска       | Тоска             | Пуччини          |
| Лю          | Турандот          | Пуччини          |
| Леонора     | Трубадур          | Верди            |
| Виолетта    | Травиата          | Верди            |
| Нанетта     | Фальстаф          | Верди            |
| Амелия      | Симон Бокканегра  | Верди            |

## Дискография
- Arias / Decca, 1996
- «Любовный напиток» Гаэтано Доницетти / Decca, 1997
- Mysterium — Sacred Arias / Decca, 2001
- «Богема» Джакомо Пуччини / Decca
- «Травиата» Джузеппе Верди / Decca
- «Ласточка» Джакомо Пуччини / EMI
- «Вертер» Жюля Массне / EMI
- «Манон» Жюля Массне / EMI
- «Тоска» Джакомо Пуччини / EMI
- «Триптих» Джакомо Пуччини / EMI
- Реквием Джузеппе Верди / EMI
- «Трубадур» Джузеппе Верди / EMI
- «Ромео и Джульетта» Шарля Гуно / EMI
- Live From La Scala / EMI, 2007

## Фильмография
- 2001 — фильм-опера «Тоска» — Тоска
- 2002 — фильм-опера «Ромео и Джульетта» — Джульетта

## Признание
- Введена в Зал славы журнала Gramophone [18].
- В 2017 году удостоена звания почётного гражданина Бухареста[19].
- В 2010 году удостоена ордена «Звезда Румынии».